# FastTrack
FastTrack är ett fildelningsprotokoll, som används av bland annat Kazaa. FastTrack lanserades år 2001.